# Pygaera timon
Pygaera timon is een nachtvlinder uit de familie van de spinneruilen (Erebidae), onderfamilie beervlinders (Arctiinae). Het is de enige soort in het geslacht Pygaera.
De vlinder heeft een spanwijdte van 35 tot 45 millimeter. De waardplanten zijn populieren, met name witte abeel, zwarte populier en ratelpopulier. De vlinder vliegt in mei en juni.
De soort komt voor van het noordoosten van Europa tot het oosten van Siberië en het noorden van China.